# Gebrauchsname
Ein Gebrauchsname ist ein Nachname (Familienname), den eine Person im Alltag verwendet und der sich von ihrem Geburtsnamen unterscheidet, dies meist nach einer Heirat.
Gebrauchsnamen sind dabei rechtliche nicht der Personenname der gebrauchenden Person.
Gebrauchsnamen kommen weltweit in Rechtsordnungen des romanischen Rechtskreises, Asiens und Afrikas vor. In diesen Rechtsordnungen behält typischerweise die Ehefrau rechtlich ihren Geburtsnamen, kann aber im gesellschaftlichen Umgang den Familiennamen des Ehegatten in der einen oder anderen Form gebrauchen. Ein Gebrauchsname kann unter Umständen nach dem Personenstandsgesetz in Deutschland nicht registerfähig sein.

## In Frankreich
In Frankreich kann der Gebrauchsname (nom d’usage) der Name eines Elternteils der betreffenden Person oder der ihres Ehegatten oder früheren Ehegatten sein oder sich aus einem dieser Namen mit dem Geburtsnamen zusammensetzen. Auf Ausweisdokumenten wird er gesondert als solcher ausgewiesen. Der Betroffene kann jederzeit auf den Gebrauchsnamen verzichten.

## In der Schweiz
In der Schweiz wird ein Gebrauchsname, der nach einer Heirat verwendet wird, unter bestimmten Voraussetzungen Allianzname genannt.